# Горох Альфа
Горох Альфа — ранньостиглий, високоврожайний сорт гороху посівного.
Від сходів до збирання — 45-65 днів. Висота рослини 50-60 см. Боби з дружнім достиганням, ніжні, м'ясисті, завдовжи 7-9 см, з добрими смаковими якостями. Використовують в свіжому вигляді та для консервування. Горох по калорійності перевищує інші овочеві в 1,5-2 рази. Маса 1000 насінин — 200—250 г.
Культура холодостійка, раннього строку висівання. Норма висіву 8-10 насінин на 1 погонний метр, ширина міжрядь 15 см, глибина заробки насіння 5-6 см. Сходи переносять весняні приморозки. Слабо уражується аскохітозом (захворювання, що викликають гриби, що належать до роду аскохіта (Ascochyta)).
Створений у Росії. Районований у 1978 році.